# Генеральна військова канцелярія гетьмана Івана Скоропадського

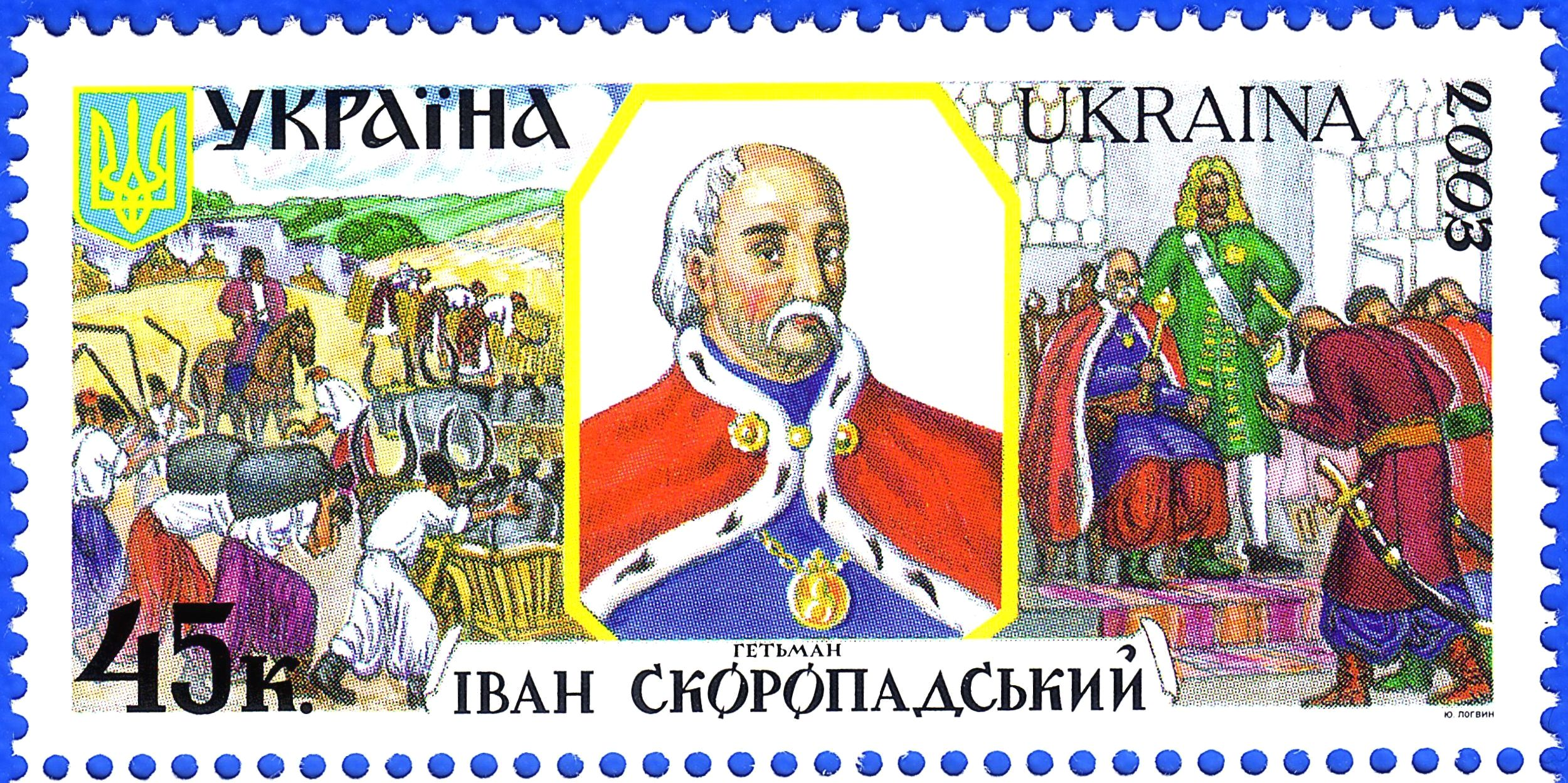
Генеральна військова канцелярія гетьмана Івана Скоропадського

Генеральна військова канцелярія гетьмана Івана Скоропадського — найвища адміністративна установа Гетьманщини в 1708—1722 роках, що розташовувалась у Глухові.

## Особливості управління Генеральним урядом
За гетьманування Івана Скоропадського в 1708—1722 роках центром ухвалення рішень виступав гетьманський уряд і центральні органи управління — Генеральна військова канцелярія, яким підпорядковувались усі місцеві структури козацького самоврядування. Судова влада, крім того, також підпорядковувалась гетьману Івану Скоропадському. Він здійснював вищу судову владу: затверджував вироки всіх судів, здійснював право помилування тощо.

### Діяльність особистої канцелярії гетьмана
При гетьмані Скоропадському була створена особиста канцелярія для діловодства з усіх справ, що входили до прерогатив гетьмана. Виконували цю роботу писар, старші та молодші канцеляристи. Частина з них супроводжувала гетьмана під час його поїздок, решта залишалася на місці. Крім того вони залишили відоме історичне джерело — Діаріуш (Щоденник).

### Склад Генеральної військової канцелярії
Головним органом влади була Генеральна військова канцелярія. До її складу входили генеральні писар, судді, осавули, хорунжий і бунчужний.

#### Генеральний писар
Генеральний писар Савич Семен (генеральний писар) (? — 1725) увесь період правління гетьмана керував Генеральною військовою канцелярією, що виконувала роль уряду. Він тримав печатку Війська.

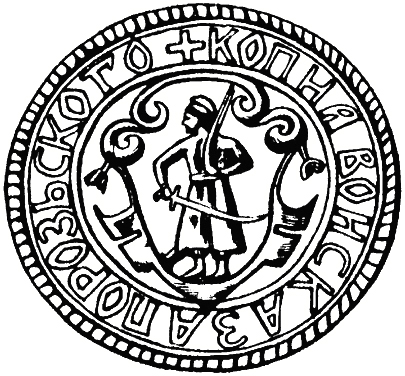
Печатка Війська Запорозького

До його обов'язків входило прийняття грамот, а також виголошення на Раді старшин у присутності гетьмана й за його розпорядженням актів, грамот та інших документів державної ваги. В останні роки гетьманування Івана Скоропадського генеральний писар став нерідко підписувати універсали від імені гетьмана. За свідченням сучасників, генеральний писар Семен Савич став «вторым по гетману властію и силою».

#### Генеральний суддя
Генеральні судді завідували судочинством. На цій посаді в 1714—1715 роках працював Ніс Іван Яремович (? — 1715), а згодом у 1715—1722 рр. працював Чарниш Іван Федорович (? — 1728).
Генеральний суддя очолював Генеральний суд Гетьманщини та вершив суд над державними злочинцями, розглядав апеляції і прохання про помилування, контролював роботу місцевих судів. Він розглядав апеляції щодо рішень полкових і сотенних судів. На засідання Генерального суду скликали підконтрольних генеральному судді суддів з міст і селищ. Всі судді були виборними.

#### Генеральний осавул
Одночасно працювало два Генеральних осавули. Вони стежили за правопорядком у Гетьманщині, наглядали за складом і бойовим забезпеченням Війська, веденням компутів, забезпеченням грошової й натуральної плати козакам, які несли військову службу і виконували доручення гетьмана адміністративного, військового та судового характеру.
У різні роки гетьманування І. Скоропадського цю посаду обіймали чотири особи. Спочатку, в 1709—1717 роках осавулом було обрано Степана Бутовича (1631—1717), а потім в 1710 році ще додатково Василя Жураківського (? — 1730)
Потім генеральними осавулами працювали Антін Андрійович Гамалія (? — 1728) та Петро Валькевич (бл. 1687—1758).

#### Генеральний хорунжий
Генеральні осавули, хорунжі й бунчужні виконували функції гетьманських генерал-ад'ютантів: генеральний хорунжий охороняв військовий прапор, брав участь у засіданнях Генерального суду, виконував різні доручення гетьмана. Так за урядування Івана Скоропадського посаду Генерального хорунжого в 1708—1721 роках обіймав Іван Сулима (? — 1721). Він також з 1718 року був наказним гетьманом.

#### Генеральний бунчужний
Генеральний бунчужний охороняв бунчук, відав різними військовими справами, іноді за дорученням гетьмана («по зволенію рейментарской власти») міг видавати універсали й мав свою печатку. В 1713—1722 роках Генеральним бунчужним працював Яків Лизогуб (1675—1749).

#### Інші уряди
Уряди генерального обозного і генерального підскарбія не були заміщені. Як відомо, генеральний обозний очолював армату, мав повноваження заступника гетьмана, у разі потреби обіймав посаду наказного, а генеральний підскарбій — відповідав за Військову скарбницю, реформовану у Генеральну скарбову канцелярію.
Знатне військове товариство несло державну та військову службу з землі. І їх становище визначалось цілою системою привілеїв: на володіння населеними слободами і селами, на участь в органах представницької влади (радах, з'їздах, нарадах), на певну юрисдикцію, фінансові пільг.
Кожний з генеральних старшин традиційно виконував надані йому повноваження. Однак в результаті посилення ролі царських представників в Україні (резидента, губернатора, комендантів) вже за гетьманування Івана Скоропадського роль генеральної старшини в управлінні Гетьманщиною дещо зменшується.